# Wyścigowe Mistrzostwa Węgier 1957
1957 – sezon wyścigowych mistrzostw Węgier.